# 레드카

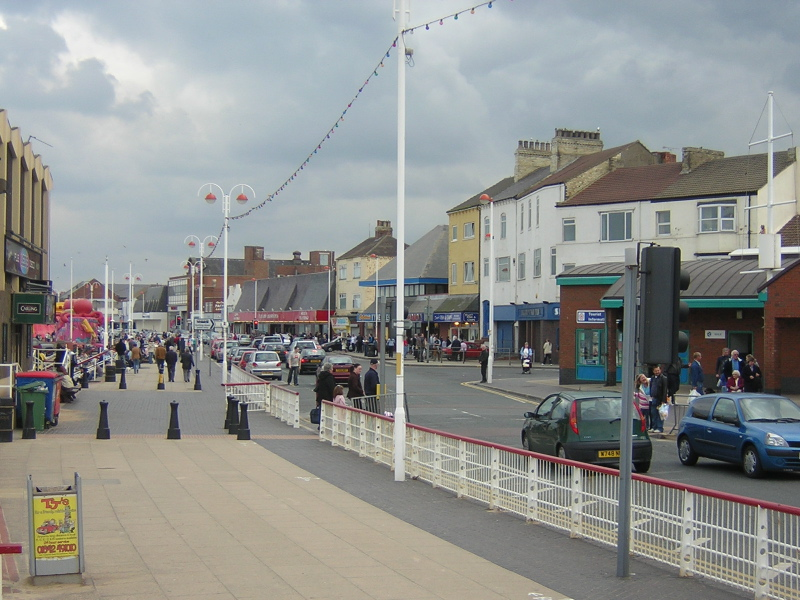
레드카

레드카(Redcar)는 잉글랜드 노스요크셔주의 도시로, 인구는 36,610명이다.